# Tenet (bande originale)
Pour les articles homonymes, voir Tenet.
Tenet : Original Motion Picture Soundtrack est l'album de la bande originale du film du même nom écrit et réalisé par Christopher Nolan en 2020, sorti sous le label WaterTower Music le 2 septembre 2020. Ludwig Göransson a créé et composé la musique du film, marquant ainsi sa première collaboration avec Nolan. Nolan souhaitait à l'origine que Hans Zimmer, collaborateur habituel, compose la musique, mais ce dernier a dû décliner l'offre en raison de ses engagements pour Dune, également produit par Warner Bros. Pictures. 

## Production
Ludwig Göransson a composé la musique après que Hans Zimmer, collaborateur fréquent de Nolan, se soit engagé à réaliser le film Dune en 2021, que Zimmer voulait faire depuis les années 1980,. La première session de notation a eu lieu en novembre 2019, et les sessions se sont poursuivies jusqu'au début de 2020. Pendant la pandémie de COVID-19, Göransson a enregistré des musiciens à leur domicile.
Lors d'une interview dans un podcast, Göransson a déclaré début août 2020 qu'il avait terminé la création de la partition quelques semaines avant le mois d'août, et a félicité Nolan de l'avoir choisi, en déclarant : " J'ai terminé ma partie, j'ai travaillé dessus il y a deux semaines. Je me sens tellement chanceux dans ma carrière de travailler avec ces génies et j'ai l'impression que c'est pour cela que c'est si facile pour moi". Lorsqu'on lui demande si Nolan est venu dans son studio pour lui dire comment il voulait que "les choses sonnent", Göransson répond : "Absolument. Il peut parler tellement de musique, vous savez". Göransson a également déclaré qu'il avait commencé à travailler sur la partition de Tenet trois ou quatre mois avant le début du tournage.
Les recherches sur la composition rétrograde ont conduit Göransson à générer des mélodies qui sonneraient de la même manière à l'avant et à l'arrière[pas clair]. Il a expérimenté des bruits industriels déformés et, pour représenter la respiration irradiée de Sator (personnage antagoniste du film), a demandé à Nolan d'enregistrer sa propre respiration dans un studio. Göransson produit dix à quinze minutes de musique par semaine. 
La bande originale de Tenet contient The Plan (en), une chanson de Travis Scott, diffusée pendant le générique de fin du film. L'implication de Travis Scott dans la bande originale a été décidée à la dernière minute lorsque le réalisateur Christopher Nolan a dit à Göransson qu'il avait décidé d'ajouter un titre au générique de fin .
Le 3 février 2021, la musique est nommée pour le Golden Globe Award de la meilleure musique de film lors de la 78e édition des Golden Globe Awards.

## Liste des titres
Toutes les chansons sont écrites et composées par Ludwig Göransson, à l'exception de la piste 18, écrite par Travis Scott et WondaGurl.
| 1.    | Rainy Night in Tallinn              | 8:01  |
| 2.    | Windmills                           | 5:16  |
| 3.    | Meeting Neil                        | 2:16  |
| 4.    | Priya                               | 3:24  |
| 5.    | Betrayal                            | 3:56  |
| 6.    | Freeport                            | 3:39  |
| 7.    | 747                                 | 7:05  |
| 8.    | From Mumbai to Amalfi               | 4:26  |
| 9.    | Foils                               | 3:11  |
| 10.   | Sator                               | 2:51  |
| 11.   | Trucks in Place                     | 5:32  |
| 12.   | Red Room Blue Room                  | 3:29  |
| 13.   | Inversion                           | 3:32  |
| 14.   | Retrieving the Case                 | 3:20  |
| 15.   | The Algorithm                       | 5:58  |
| 16.   | Posterity                           | 12:42 |
| 17.   | The Protagonist                     | 4:48  |
| 18.   | The Plan (réalisé par Travis Scott) | 3:05  |
| 86:30 |                                     |       |

| Titre Bonus | Titre Bonus | Titre Bonus | Titre Bonus | Titre Bonus | Titre Bonus | Titre Bonus | Titre Bonus | Titre Bonus | Titre Bonus |
| No          | Titre       | Durée       |             |             |             |             |             |             |             |
| ----------- | ----------- | ----------- | ----------- | ----------- | ----------- | ----------- | ----------- | ----------- | ----------- |
| 19.         | Fast Cars   | 3:35        |             |             |             |             |             |             |             |
| 20.         | Turnstile   | 6:15        |             |             |             |             |             |             |             |
| 96:20       |             |             |             |             |             |             |             |             |             |